# Bratkowce (gmina)
Bratkowce – dawna gmina wiejska w powiecie stryjskim województwa stanisławowskiego II Rzeczypospolitej. Siedzibą gminy były Bratkowce.
Gminę utworzono 1 sierpnia 1934 r. w ramach reformy na podstawie ustawy scaleniowej z dotychczasowych gmin wiejskich: Bereźnica, Bratkowce, Dołhe, Falisz, Łukawica Niżna, Łukawica Wyżna, Niniów Dolny, Niniów Górny, Pechersdorf, Siemiginów, Strzałków, Stańków i Żulin. 
W 1944 nacjonaliści ukraińscy z OUN-UPA zamordowali tutaj 28 Polaków.
Po II wojnie światowej obszar gminy znalazł się w ZSRR.